# 願成寺 (喜多方市)
願成寺（がんじょうじ）は、福島県喜多方市にある浄土宗の寺院。山号は叶山。本尊は阿弥陀如来。会津大仏で知られる。

## 歴史
嘉禄3年（1227年）、浄土宗の開祖法然の高弟である隆寛律師が開基したと伝えられる。多念義派の本山となっている。

慶長16年（1611年）、慶長三陸地震による震災で現在の場所に移転された。この際、会津松平家がこの会津地域で唯一庇護した寺であったと伝わる。

## 文化財
重要文化財（国指定）
- 木造阿弥陀如来及び両脇侍坐像（通称：会津大仏）
会津大仏御堂に安置される。鎌倉時代の作。寄木造り。中尊阿弥陀如来像の像高は2.41m。中尊は来迎印を示し、千仏舟形光背を負う。左脇侍（向かって右）は観音菩薩、右脇侍は勢至菩薩。両脇侍は大和座りで、この形式は、京都三千院の阿弥陀三尊像と同じであり、東北地方では珍しい。

福島県指定重要文化財
- 木造行道面
- 本堂
寛文5年（1665年）、行誉が建てる。本尊は、春日作の阿弥陀の坐像。
- 旧阿弥陀堂
- 山門
元禄11年（1698年）に竣工した楼門造りで、禅宗様と和様を混ぜた建築。柱間頭貫に施された色々な彫り物が珍しい。

ほか、本堂に遺る文化財
- 平家落人たちがこの地に逃げ延び、壇ノ浦で海に沈んだ安徳天皇や平家の人々を供養し弔うための絵などが残されている。
- 白竜・黒竜の図…慶長16年（1611年）の慶長三陸地震による震災や津波の被害があり、このような災禍が二度と起こらないよう祈って描かれた。
- 開基した隆寛律師が使用したと伝わる琵琶。『御十夜会』では、平家物語の実演でいまでも演奏に使用される。

## 行事
- 廿五菩薩 来迎行道

十日十夜の間、1日6回念仏を唱えることで阿弥陀仏の慈悲に感謝する浄土宗の行事。全国で唯一、十日間実施している。2人1組で行い、1人は菩薩面をかぶり、もう1人はその手を引く。
日時は、『御十夜会』(10月10日の直前の金曜日から、直後の日曜日までの十日十夜)の3日目と9日目。また、大晦日の午后11時に結願会・浄梵会から除夜の鐘を撞き、元朝の修正会にかけても同様の行道を行う。